# Larix polonica
Larix polonica là một loài thực vật hạt trần trong họ Thông. Loài này được Racib. miêu tả khoa học đầu tiên.